# Budibud jezik
Budibud jezik (nada; ISO 639-3: btp), najmanji austronezijski jezik podskupine kilivila, kojim govori 310 ljudi (2000.) na otocima Lachlan, istočno od otočja Woodlark u provinciji Milne Bay na Papui Novoj Gvineji. Najsrodniji je jeziku muyuw [myw], koji je među njima također u upotrebi.
Etnička grupa zove se Budibud.

## Vanjske poveznice
- Ethnologue (14th)
- Ethnologue (15th)